# US Open 2014 - Singolare maschile in carrozzina
Stéphane Houdet era il campione in carica, ma è stato eliminato in semifinale da Gustavo Fernández.
In finale Shingo Kunieda ha sconfitto Fernández con il punteggio di 7–6(7–0), 6–4. Per Kunieda è stato il quinto titolo nel singolo dell'US Open e il 16º titolo in un torneo del Grande Slam.

## Teste di serie
1. Shingo Kunieda (Campione)
2. Stéphane Houdet (semifinale)

## Tabellone

### Legenda
| - Q = Qualificato - WC = Wild card - LL = Lucky loser | - ALT = Alternate - SE = Special Exempt - PR = Protected Ranking | - w/o = Walkover - r = Ritirato - d = Squalificato |

|  | Quarti di finale | Quarti di finale  | Quarti di finale  | Quarti di finale | Quarti di finale |  |  | Semifinali | Semifinali        | Semifinali        | Semifinali        | Semifinali        |    |   | Finali | Finali         | Finali         | Finali | Finali |  |
|  |                  |                   |                   |                  |                  |  |  |            |                   |                   |                   |                   |    |   |        |                |                |        |        |  |
|  | 1                | Shingo Kunieda    | Shingo Kunieda    | 6                | 6                |  |  |            |                   |                   |                   |                   |    |   |        |                |                |        |        |  |
|  |                  | Michaël Jeremiasz | Michaël Jeremiasz | 1                | 1                |  |  | 1          | Shingo Kunieda    | Shingo Kunieda    | 7                 | 7                 |    |   |        |                |                |        |        |  |
|  |                  | Nicolas Peifer    | 2                 | 6                | 6                |  |  |            | Nicolas Peifer    | Nicolas Peifer    | 5                 | 65                |    |   |        |                |                |        |        |  |
|  |                  | Maikel Scheffers  | 6                 | 1                | 1                |  |  |            |                   |                   |                   |                   |    |   | 1      | Shingo Kunieda | Shingo Kunieda | 7      | 6      |  |
|  |                  | Gustavo Fernández | 6                 | 3                | 6                |  |  |            |                   |                   | Gustavo Fernández | Gustavo Fernández | 60 | 4 |        |                |                |        |        |  |
|  |                  | Gordon Reid       | 4                 | 6                | 3                |  |  |            | Gustavo Fernández | Gustavo Fernández | 7                 | 6                 |    |   |        |                |                |        |        |  |
|  |                  | Joachim Gérard    | 6                 | 65               | 5                |  |  | 2          | Stéphane Houdet   | Stéphane Houdet   | 61                | 1                 |    |   |        |                |                |        |        |  |
|  | 2                | Stéphane Houdet   | 3                 | 7                | 7                |  |  |            |                   |                   |                   |                   |    |   |        |                |                |        |        |  |